# FK Shafa Bakoe
FK Shafa Bakoe was een Azerbeidzjaanse voetbalclub uit de hoofdstad Bakoe.
De club speelde in 1998/99 voor het eerst in de hoogste klasse en redde zich net van degradatie. In 2000/01 werd de club vierde en won de beker zodat er Europees gespeeld kon worden. Het volgende seizoen eindigde de club op de tweede plaats toen de competitie stilgelegd werd, dit kampioenschap is niet officieel. Tijdens seizoen 2004/05 trok de club zich tijdens de winterstop terug uit de competitie wegens financiële problemen.

## Erelijst
Beker van Azerbeidzjan
2001

## Shafa in Europa
Uitslagen vanuit gezichtspunt Shafa Bakoe 
| Seizoen | Competitie | Ronde | Land              | Club               | Totaalscore | 1e W    | 2e W    | PUC |
| ------- | ---------- | ----- | ----------------- | ------------------ | ----------- | ------- | ------- | --- |
| 2001/02 | UEFA Cup   | 1Q    | Vlag van Slovenië | Olimpija Ljubljana | 0-7         | 0-4 (U) | 0-3 (T) | 0.0 |

Totaal aantal punten voor UEFA coëfficiënten: 0.0